# Botera
Botera – miasto w Angoli, w prowincji Kwanza Południowa.